# Daniel Keyes
Daniel Keyes (Brooklyn, Nueva York, 9 de agosto de 1927-Boca Ratón, Florida, 15 de junio de 2014) fue un psicólogo y escritor estadounidense universalmente conocido por su relato Flores para Algernon, que luego convirtió en la novela del mismo título que ganó el premio Nébula en 1966.

## Biografía
Daniel Keyes nació en Brooklyn y a la edad de 17 años entró en el Servicio Marítimo como sobrecargo. Al acabar su servicio en la marina volvió a los estudios y obtuvo un bachillerato en Psicología por el Brooklyn College.
Tras una temporada como fotógrafo de moda, obtuvo un graduado en Literatura Americana estudiando en clases nocturnas mientras durante el día daba clases en la escuela pública de Nueva York. Al mismo tiempo, los fines de semana los dedicaba a escribir.
A principios de los años 1950, fue editor de la revista pulp Marvel Science Fiction. Cuando la revista dejó de publicarse, Keyes pasó a ser editor asociado de Atlas comics.
Durante esa misma década escribió para varias revistas, tanto con su propio nombre como con los seudónimos de Kris Daniel y Dominik Georg.
En 1966 pasó a ser profesor de inglés y de escritura creativa en la Universidad de Ohio, donde fue declarado profesor emérito en 2000.
Falleció a los 86 años en su residencia de Boca Ratón (Florida) debido a complicaciones por neumonía.

## Obra
Sin duda alguna, su obra más conocida es Flores para Algernon, publicada primero como relato y, posteriormente como novela, ganadora de un premio Nébula y adaptada al cine en la película Charly (1968).
Su obra novelada, no muy extensa, se caracteriza fundamentalmente por indagar en los desarreglos mentales de sus protagonistas o en sus particulares percepciones, campo en el que aplica sus conocimientos de psicología y que le sirven para recrear de forma realista cada situación, en principio muy ajena al lector, pero estimulándole empatía.

### Cuentos cortos
- Robot Unwanted Other Worlds, #19, June, 1952.
- Precedent Marvel Science Fiction, Vol.3, No.6, May, 1952)
- Something Borrowed Fantastic Story, Vol.4, #1, Summer, 1952)
- The Trouble With Elmo Galaxy, XVI, 4, Aug. 1958.
- Flowers For Algernon Magazine of Fantasy and Science Fiction, XIV, 4, April, 1959) Currently anthologized in Ten Top Stories, The Hugo Winners, and Science Fiction Hall of Fame as well as many scholastic anthologies.
- Crazy Maro Magazine of Fantasy and Science Fiction, Vol. 18, 4, April, 1960. Anthologized in Those Who Can. Also an essay "What Do Characters Cost?" (N.Y., New American Library, 1973).
- The Quality of Mercy IF, Vol. X, 5. Nov. 1960. Anthologized in The Frozen Planet and Other Stories, (N.Y. MacFadden Bartell, 1966).
- A Jury of its Peers Worlds of Tomorrow, Vol. 1, n.º 3, agosto de 1963.
- Spellbinder North American Review, Vol. 4, n.º 4, mayo de 1967.
- Mama's Girl Daniel Keyes Collected Stories (Tokyo: Hayakawa Publishing, 1992)

## Premios
- 1960: Premio Hugo de relato corto por Flores para Algernon
- 1966: Premio Nébula de novela por Flores para Algernon
- 1986: Premio Kurd Lasswitz por Las mentes de Billy Milligan
- 1998: Encuesta Locus, 40.ª mejor novela anterior a 1990 por Flores para Algernon

### Finalista
- Premio Hugo de novela por Flores para Algernon
- Premio Edgar por la Asociación de Escritores de Misterio de América por Las mentes de Billy Milligan
- Premio Edgar por la Asociación de Escritores de Misterio de América por Desvelando a Claudia.